# اگراهرا، چینتامانی
اگراهرا، چینتامانی (به انگلیسی: Agrahara, Chintamani) یک منطقهٔ مسکونی در هند است که در کارناتاکا واقع شده‌است.